# Ташкенбаевы (канатоходцы)
Ташкенба́евы — семья узбекских артистов цирка, канатоходцев.

## История
Основатель труппы Ташкенбаев, Игамберды (3 марта 1866 — 9 февраля 1963) — народный артист РСФСР и Узбекистана (1939), Герой Труда (1937). Он был сыном бродячего артиста Игамберды, с семи лет выступал вместе с отцом, затем самостоятельно. Исполнял эквилибристические и гимнастические упражнения на канате и трапециях. Они выступали на открытых площадях во время праздников и на базарных площадях. Ташкенбай получил известность как симбоз (эквилибрист на канате с амортизаторами).

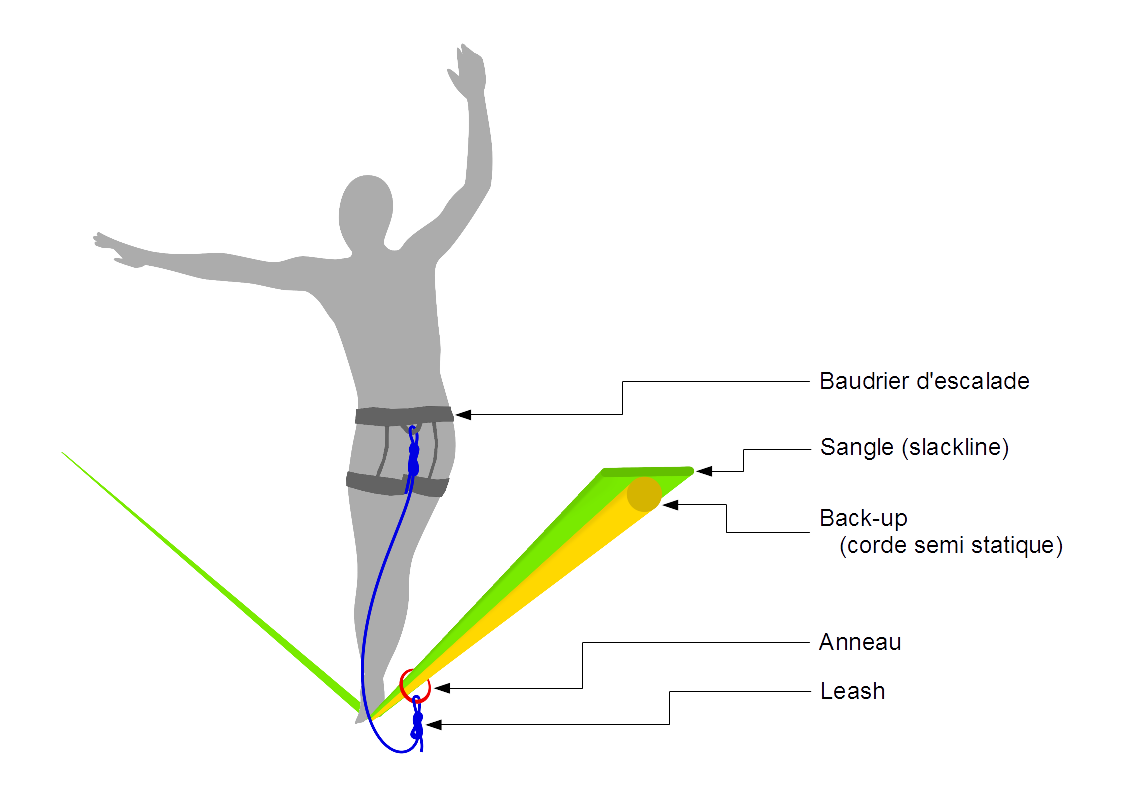
Хождение по канату

Ташкенбай Игамбердиев первым перенес выступления узбекских канатоходцев с площадей на цирковой манеж. В 1936 году в Ленинграде он вместе с сыновьями и племянниками подготовил большой национальный аттракцион «Дорвозы». В 1942 году Ташкенбай Игамбердиев возглавил узбекский цирковой коллектив, работал в нем до 1949 года. В коллективе Ташкенбая Игамбердиева участвовали члены его семьи и ученики. Выступления на канате Ташкенбай Игамбердиевич закончил в возрасте 81 года. В 1950—1956 годы был художественным руководителем Ташкентского цирка.
Его потомки носили фамилию Ташкенбаевых. Дети Ташкенбая — Кадыржан (15.04.1889— 1972), Шакирджан (1.05.1906-13.4.1965) и Абиджан (р. 1.01.1915) — работали вместе с отцом на площадях и в цирках. Старший сын Абиджан Ташкенбаев (1915 г.р.) — народный артист Узбекистана (1961). В 1949 году Абиджан Ташкенбаевич Ташкенбаев возглавил цирковой коллектив Ташкенбаевых, в 1960—1969 годы был художественным руководителем Ташкентского цирка.
В 1950 году Шакирджан создал и возглавил труппу «Узбекские дорвозы» (в Ташкентской дирекции «Цирк на сцене»). В нём выступали потомки Шакиржана.
Абиджан, народный артист Узбекской ССР (1961) Абиджан Ташкенбаев с 1949 года был руководителем аттракциона «Канатоходцы Узбекистана», в 1960—69 годы — художественный рук.оводитель Узбекского цирка.
Представители семьи Ташкенбаевых работали во многих цирковых коллективах СССР и стран СНГ.
Часто на манеже цирка вместе с Ташкенбаевыми выступал клоун Акрам Юсупов (Народный артист Узбекской ССР, 1961).